# Saint-Fulgent (tổng)
Tổng Saint-Fulgent là một tổng, trong tỉnh Vendée trong vùng Pays de la Loire.

## Các xã
Tổng Saint-Fulgent bao gồm các xã sau:
- Saint-Fulgent (thủ phủ): 3 234 người (2004)
- Bazoges-en-Paillers: 949 người (2005)
- Les Brouzils: 2 260 người (2004)
- Chauché: 1 926 người (1999)
- Chavagnes-en-Paillers: 2 963 người (1999)
- La Copechagnière: 672 người (1999)
- La Rabatelière: 689 người (1999)
- Saint-André-Goule-d'Oie: 1 307 người (1999)